# سويشر سويتس
سويشر سويتس: هي علامة تجارية للسيجار تم تصنيعها بواسطة سويشر، شركة سويشر الدولية سابقًا. تم إنشاء مقرها الرئيسي في جاكسونفيل، فلوريدا في عام 1959.
تم تقديم سيجار سويشر سويتس لأول مرة في عام 1958 وهو متوفر الآن بأذواق وخلطات مختلفة.

## دعوى قضائية
تورطت سويشر سويتس في دعوى قضائية في عام 2016 تم فيها تغريم سويشر الدولية مبلغ 84.6 مليون دولار بسبب ممارسات تجارية غير تنافسية.

## المنتجات
منتجات سويشر سويتس تشمل:
- سويشر سويتس الكلاسيكية:متوفرة في مزيج مختلف بما في ذلك سويتس الأصلية والماسية و سويتس الخضراء والمانجو والأسود والفراولة والعنب والخوخ والتوت والشوكولاتة والاندماج الاستوائي.
- اصدار سويشر سويت انكور: يشمل المزيج ، سويتس اللزجة ، الموز المسحوق، وايلد راش، جليد قطبي و عنب ابيض.
- سويشر سويت الاصدار المحدود:متاح فقط لفترة محدودة في مزيج يشمل :سويت كريم ،سورڤ، كوكتيل ساحلي،كوكو بلو ، البطيخ المسكر، ماوي أناناس، كرز ديناميت وسويش ارجواني.
- سويشر سويت مينيس:متاح في مزيج يشمل: الاصلي ، سويتس الخضراء ،الالماسي ، جزيرة باش ، سويتس اللزجة ، عنب ، الاندماج الاستوائي ، التوت الازرق .
- سويشر سويت ( بلاك، BLK):النكهات تشمل: سموث ،عنب ،كرز ،توت والنبيذ.
- سويشر سويت:متاح في الاصلي ،ميلو ، كرز سويتس ، عنب ، خوخ ،مزيج كامل ، مينثول.

## روابط خارجية
https://cstoredecisions.com/2018/02/09/swisher-international-2/
https://www.jaxdailyrecord.com/article/swisher-wins-three-fcma-awards-manufacturers-association-recognizes-area-companie%5Bوصلة+مكسورة%5D
https://www.jaxdailyrecord.com/article/swisher-reaches-sesquicentennial
https://csnews.com/swisher-international-looks-toward-record-growth-internal-moves
https://www.jacksonville.com/photogallery/LK/20181207/NEWS/120609981/